# Юсдал
Юсдал (на шведски: Ljusdal) е град в лен Йевлебори, централна Швеция. Главен административен център на едноименната община Юсдал. Разположен е около река Юснан. Намира се на около 220 km на север от столицата Стокхолм. Има жп гара. Населението на града е 6230 жители по данни от преброяването през 2010 г.

## Спорт
Представителният футболен отбор на града се казва Юсдал ИФ.